# SV Dalfsen
SERCODAK Dalfsen er en hollandsk håndboldklub fra byen Dalfsen, Holland. Klubben spiller til dagligt i den hollandske liga Eredivisie, hvor de har vundet mesterkskabet siden 2011. Klubben blev grundlagt i 2009 og har Peter Portengen som træner. 